# Hans Heinrich X von Hochberg
Il Principe Hans Heinrich X von Hochberg (Berlino, 2 dicembre 1806 – Berlino, 20 dicembre 1855) fu principe di Pless della casata degli Höchberg dal 1847 al 1855.

## Biografia
Hans Heinrich X von Hochberg era figlio del conte Hans Heinrich VI von Hochberg (1768-1833) e della principessa Anna Emilia di Anhalt-Köthen-Pless (1770-1830), figlia del principe Federico Ermanno di Anhalt-Köthen-Pleß.
Alla morte del cugino, il duca Enrico di Anhalt-Köthen, i domini della casata degli Anhalt-Köthen vennero compresi nel ducato di Anhalt-Dessau ad eccezione del principato di Pleß che, per via della sua secolare tradizione indipendente, fu affidato alla famiglia dei von Hochberg. Hans Heinrich, attraverso la madre, era infatti imparentato con l'ultimo duca e con la linea direttamente discendente sulla reggenza del piccolo principato e come tale riuscì a prendere possesso del territorio nel 1847. Il titolo di principe gli venne ufficialmente confermato dal re Federico Guglielmo IV di Prussia nel 1850 e da quel momento in poi la sua casata regnò sullo stato.
Il principe Hans Heinrich X fu particolarmente attivo a livello politico: oltre che maresciallo per la Slesia egli fu membro della Camera dei signori di Prussia di cui fu uno dei propugnatori e di cui nel 1854 riuscì a divenire presidente.
Morì a Berlino il 20 dicembre 1855 e gli succedette il figlio primogenito, Hans Heinrich XI.

## Albero genealogico
|                                                   |                                |                                           | Genitori                                  |  |  | Nonni |  |  | Bisnonni                      |  |  | Trisnonni                      |  |
|                                                   |                                |                                           |                                           |  |  |       |  |  | Hans Heinrich IV von Hochberg |  |  | Hans Heinrich III von Hochberg |  |
|                                                   |                                |                                           |                                           |  |  |       |  |  | Hans Heinrich IV von Hochberg |  |  | Hans Heinrich III von Hochberg |  |
|                                                   |                                | Anna Elisabeth von Zedlitz und Neukirch   |                                           |  |  |       |  |  | Hans Heinrich IV von Hochberg |  |  |                                |  |
| Hans Heinrich V von Hochberg                      |                                |                                           |                                           |  |  |       |  |  | Hans Heinrich IV von Hochberg |  |  |                                |  |
|                                                   |                                | Luisa Federica di Stolberg-Stolberg       | Cristoforo Federico di Stolberg-Stolberg  |  |  |       |  |  |                               |  |  |                                |  |
|                                                   |                                | Luisa Federica di Stolberg-Stolberg       | Cristoforo Federico di Stolberg-Stolberg  |  |  |       |  |  |                               |  |  |                                |  |
|                                                   |                                | Luisa Federica di Stolberg-Stolberg       | Henriette Katharina von Bibran            |  |  |       |  |  |                               |  |  |                                |  |
| Hans Heinrich VI von Hochberg                     |                                | Luisa Federica di Stolberg-Stolberg       |                                           |  |  |       |  |  |                               |  |  |                                |  |
|                                                   |                                | Cristoforo Luigi II di Stolberg-Stolberg  | Cristoforo Federico di Stolberg-Stolberg  |  |  |       |  |  |                               |  |  |                                |  |
|                                                   |                                | Cristoforo Luigi II di Stolberg-Stolberg  | Cristoforo Federico di Stolberg-Stolberg  |  |  |       |  |  |                               |  |  |                                |  |
|                                                   |                                | Cristoforo Luigi II di Stolberg-Stolberg  | Henriette Katharina von Bibran            |  |  |       |  |  |                               |  |  |                                |  |
| Cristina Enrichetta Luisa di Stolberg-Stolberg    |                                | Cristoforo Luigi II di Stolberg-Stolberg  |                                           |  |  |       |  |  |                               |  |  |                                |  |
|                                                   |                                | Luisa Carlotta di Stolberg-Rossla         | Giobbe Cristiano di Stolberg-Rossla       |  |  |       |  |  |                               |  |  |                                |  |
|                                                   |                                | Luisa Carlotta di Stolberg-Rossla         | Giobbe Cristiano di Stolberg-Rossla       |  |  |       |  |  |                               |  |  |                                |  |
|                                                   |                                | Luisa Carlotta di Stolberg-Rossla         | Emilia Augusta di Stolberg-Wernigerode    |  |  |       |  |  |                               |  |  |                                |  |
| Hans Heinrich X von Hochberg, I principe di Pless |                                | Luisa Carlotta di Stolberg-Rossla         |                                           |  |  |       |  |  |                               |  |  |                                |  |
|                                                   | Augusto Luigi di Anhalt-Köthen | Emanuele Lebrecht di Anhalt-Köthen        |                                           |  |  |       |  |  |                               |  |  |                                |  |
|                                                   | Augusto Luigi di Anhalt-Köthen | Emanuele Lebrecht di Anhalt-Köthen        |                                           |  |  |       |  |  |                               |  |  |                                |  |
|                                                   | Augusto Luigi di Anhalt-Köthen | Gisella Agnese von Rath                   |                                           |  |  |       |  |  |                               |  |  |                                |  |
| Federico Ermanno di Anhalt-Köthen-Pleß            | Augusto Luigi di Anhalt-Köthen |                                           |                                           |  |  |       |  |  |                               |  |  |                                |  |
|                                                   |                                | Emilia di Promnitz-Pless                  | Ermanno II di Promnitz                    |  |  |       |  |  |                               |  |  |                                |  |
|                                                   |                                | Emilia di Promnitz-Pless                  | Ermanno II di Promnitz                    |  |  |       |  |  |                               |  |  |                                |  |
|                                                   |                                | Emilia di Promnitz-Pless                  | Anna Maria di Sassonia-Weissenfels        |  |  |       |  |  |                               |  |  |                                |  |
| Anna Emilia di Anhalt-Köthen-Pless                |                                | Emilia di Promnitz-Pless                  |                                           |  |  |       |  |  |                               |  |  |                                |  |
|                                                   |                                | Enrico Ernesto II di Stolberg-Wernigerode | Cristiano Ernesto di Stolberg-Wernigerode |  |  |       |  |  |                               |  |  |                                |  |
|                                                   |                                | Enrico Ernesto II di Stolberg-Wernigerode | Cristiano Ernesto di Stolberg-Wernigerode |  |  |       |  |  |                               |  |  |                                |  |
|                                                   |                                | Enrico Ernesto II di Stolberg-Wernigerode | Sofia Carlotta di Leiningen-Westerburg    |  |  |       |  |  |                               |  |  |                                |  |
| Luisa Ferdinanda di Stolberg-Wernigerode          |                                | Enrico Ernesto II di Stolberg-Wernigerode |                                           |  |  |       |  |  |                               |  |  |                                |  |
|                                                   |                                | Anna di Anhalt-Köthen                     | Augusto Luigi di Anhalt-Köthen            |  |  |       |  |  |                               |  |  |                                |  |
|                                                   |                                | Anna di Anhalt-Köthen                     | Augusto Luigi di Anhalt-Köthen            |  |  |       |  |  |                               |  |  |                                |  |
|                                                   |                                | Anna di Anhalt-Köthen                     | Emilia di Promnitz-Pless                  |  |  |       |  |  |                               |  |  |                                |  |
|                                                   |                                | Anna di Anhalt-Köthen                     |                                           |  |  |       |  |  |                               |  |  |                                |  |